# Lachen (Schwaben)

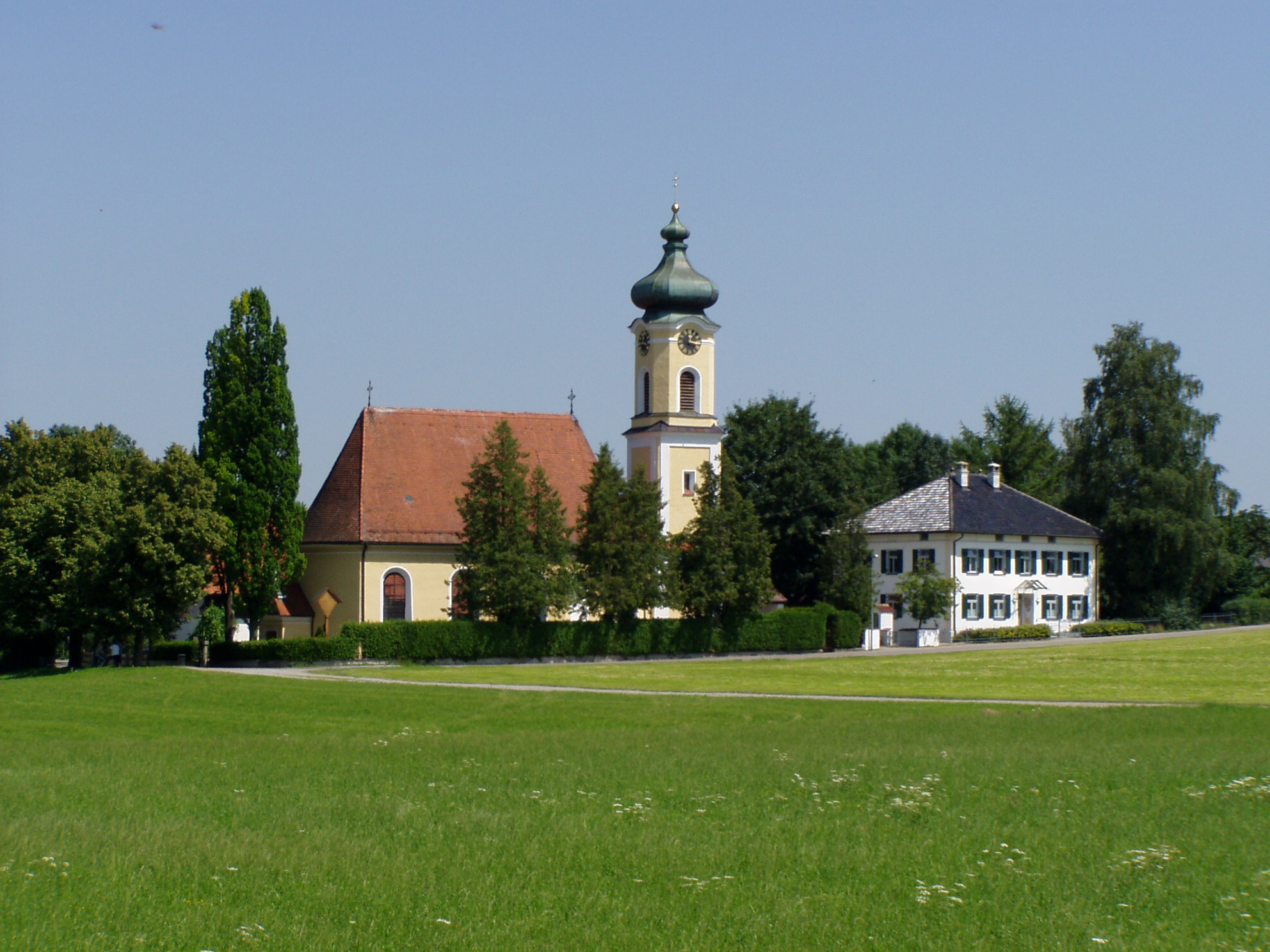
Kirche und Pfarrhof in Lachen

Lachen ist eine Gemeinde im schwäbischen Landkreis Unterallgäu.

## Geografie

### Lage
Der Ort Lachen liegt zehn Kilometer südöstlich von Memmingen in der Region Donau-Iller in Mittelschwaben.

### Gemeindegliederung
Die Gemarkung Lachen besteht aus dem Gemeindegebiet von Lachen und einem Teil des Markts Ottobeuren.
Es gibt 9 Gemeindeteile (in Klammern ist der Siedlungstyp und die Einwohnerzahlen Stand Februar 2013 angegeben):
- Albishofen (Dorf, 317 E.)
- Bühlhof (Einöde)
- Eymühle (Einöde)
- Goßmannshofen (Dorf, 196 E.)
- Herbishofen (Pfarrdorf, 130 E.)
- Hetzlinshofen (Dorf, 449 E.)
- Lachen (Kirchdorf, 202 E.)
- Moosbach (Dorf, 85 E., der untere Teil dieses Ortes gehört zur Gemeinde Hawangen)
- Theinselberg (Kirchdorf, 144 E.)

## Geschichte

### Bis zur Gemeindegründung
Lachen gehörte zum Fürststift Kempten. Mit dem Reichsdeputationshauptschluss von 1803 kam der Ort zu Bayern. 

### Kommunale Zugehörigkeit
Im Zuge der Verwaltungsreformen in Bayern entstand mit dem Gemeindeedikt von 1818 die heutige Gemeinde, damals zugeordnet dem Landgericht Ottobeuren. Bei der Trennung von Verwaltung und Justiz kam Lachen am 1. Juli 1862 zum Bezirksamt bzw. ab 1939 Landkreis Memmingen, der im Zuge der Gebietsreform in Bayern aufgelöst wurde. Seit 1. Juli 1972 gehört die Kommune zum neu gebildeten Landkreis Unterallgäu, der anfangs bis April 1973 nach der Kreisstadt Mindelheim benannt war.

### Ausgliederungen
Am 1. Mai 1978 wurden Gebietsteile mit damals etwa 40 Einwohnern an den Markt Ottobeuren abgetreten (Niebers und Schiessenhof).

### Einwohnerentwicklung
| Jahr      | 1961 | 1970 | 1987 | 1991 | 1995 | 2000 | 2005 | 2010 | 2015 | 2020 |
| Einwohner | 0958 | 1107 | 1116 | 1139 | 1209 | 1277 | 1496 | 1424 | 1472 | 1692 |

Alle Angaben beziehen sich auf die heutige Gemeinde, also ohne die ehemaligen Gemeindeteile Niebers und Schiessenhof.
Zwischen 1988 und 2018 wuchs die Gemeinde von 1092 auf 1621 um 529 Einwohner bzw. um 48,4 %.

## Politik

### Bürgermeister
Erster Bürgermeister ist seit Mai 2014 Josef Diebolder (* 1962) (FW). Er wurde am 15. März 2020 mit 86,5 % der Stimmen für weitere sechs Jahre im Amt bestätigt.

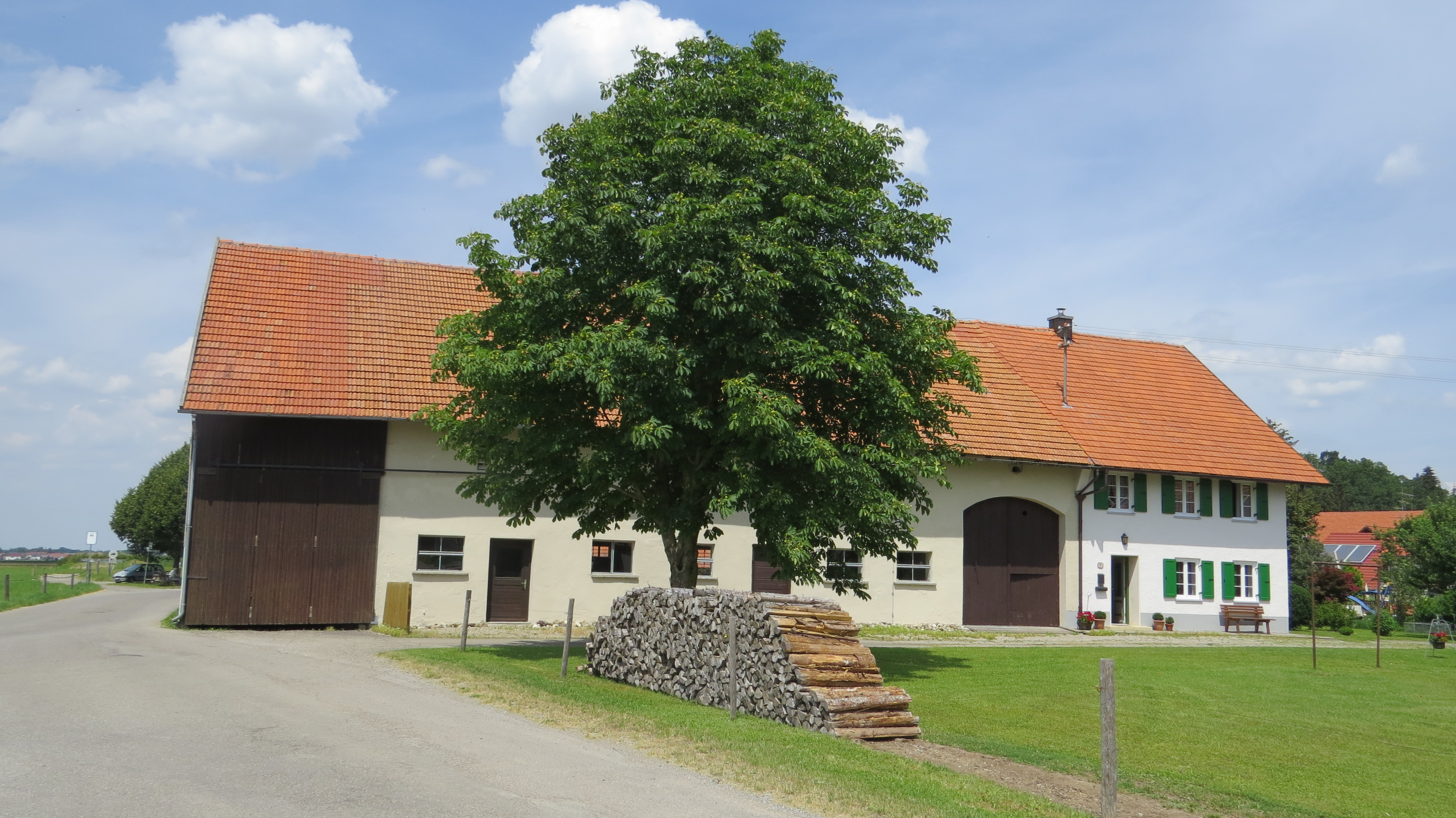
Landschaftstypisches Gehöft in Hetzlinshofen

### Gemeinderat
Bei der  Kommunalwahl am 15. März 2020 ergab sich folgende Sitzverteilung:
- CSU/Überparteiliche Wählergemeinschaft und Bürgerblock Lachen: 7 Sitze
- Freie Wähler Lachen: 5 Sitze.

In der Amtszeit 2014 bis 2020 waren auf die beiden Wahlvorschläge jeweils sechs Sitze entfallen.

### Verwaltung
Die Gemeinde ist seit der Gründung am 1. Mai 1978 Mitglied der Verwaltungsgemeinschaft Memmingerberg.

## Baudenkmäler

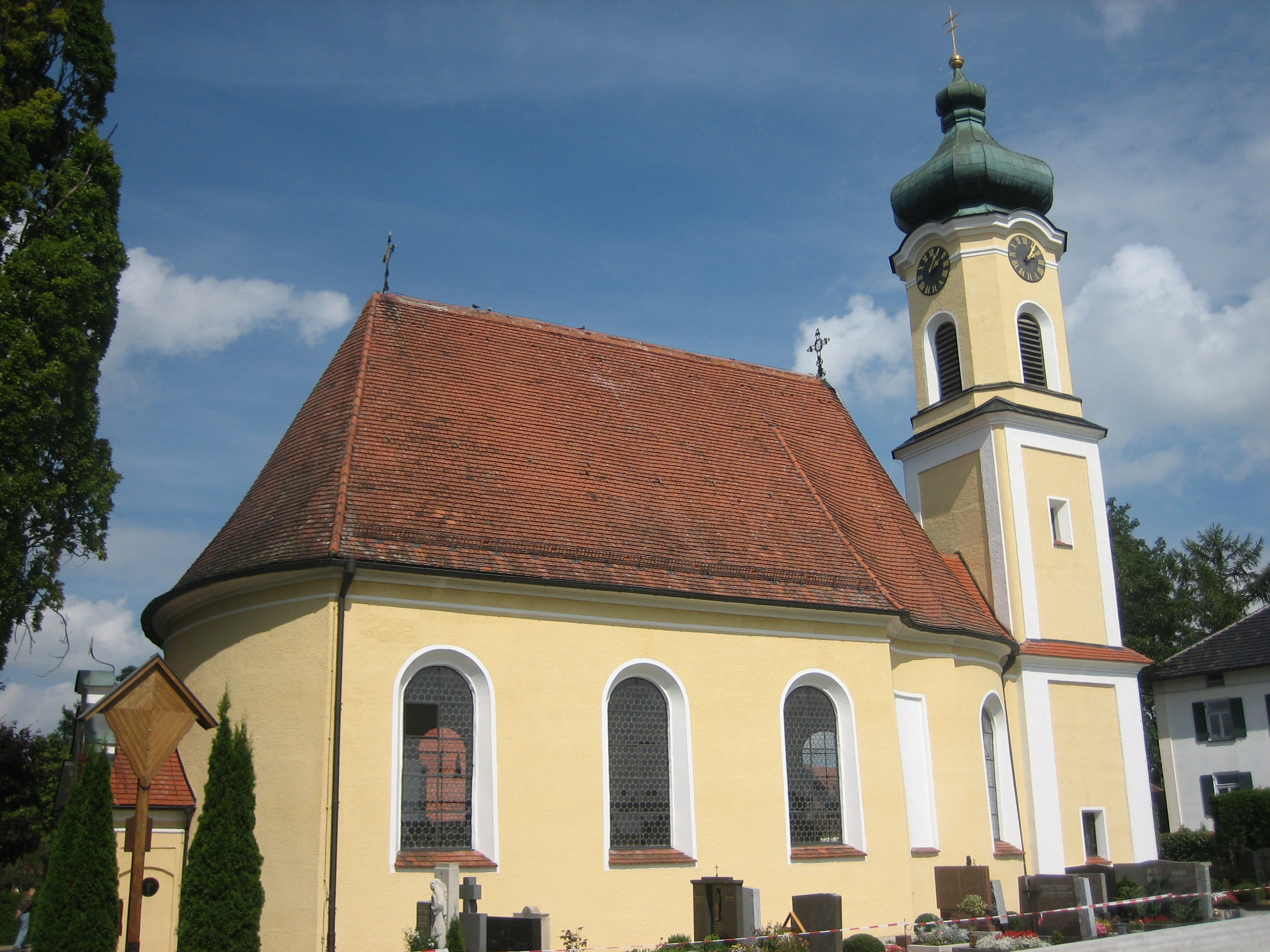
Katholische Pfarrkirche St. Afra in Lachen

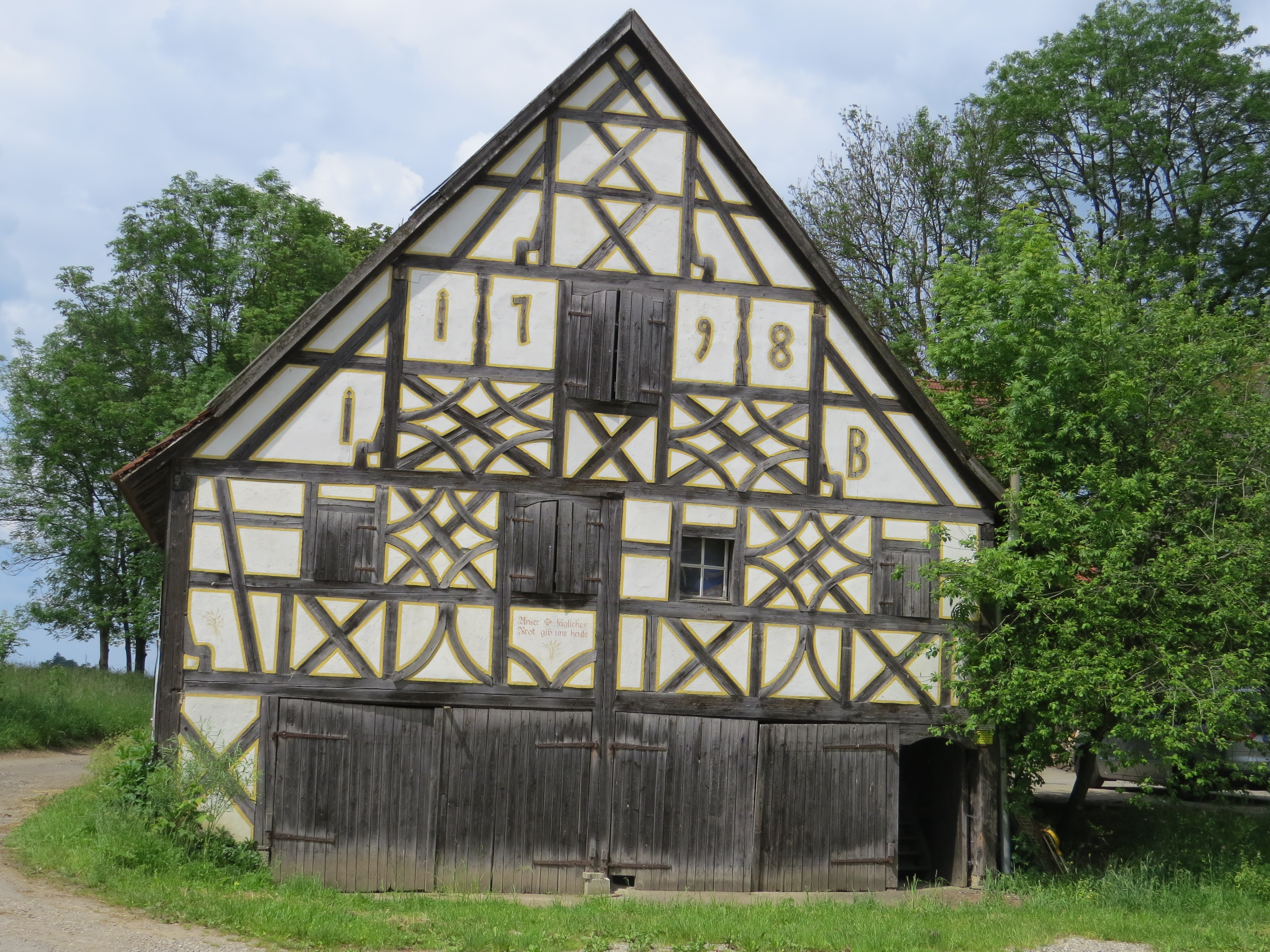
Fachwerkstadel in Moosbach

### Wappen
| Wappen Gde. Lachen (Schwaben) | Blasonierung: „Unter silbernem Schildhaupt, darin ein mit goldenem Gitter belegter roter Schrägbalken, zweimal von Blau, Rot und Blau geteilt, oben nebeneinander drei silberne Eisenhüte.“ |
| Wappen Gde. Lachen (Schwaben) | Wappenbegründung: Für die Geschichte des Gemeindegebietes waren die um 1500 ausgestorbenen Herren von Rothenstein, die Marschälle von Pappenheim sowie das Fürststift Kempten von Bedeutung. Der Schrägbalken ist dem Wappen der Herren von Rothenstein entnommen. Die Eisenhüte stammen aus dem Wappen der Marschälle von Pappenheim. Rot und Blau sind die Wappenfarben des Fürststiftes Kempten. Das Wappen wurde am 11. August 1986 durch Bescheid der Regierung von Schwaben genehmigt. Der Entwurf des Wappens stammt von Stiftsarchivar und Kreisheimatpfleger Aegidius Kolb und die Gestaltung übernahm der Passauer Max Reinhart. |

## Wirtschaft und Infrastruktur

### Wirtschaft einschließlich Land- und Forstwirtschaft
Es gab am 30. Juni 2018 im Ort 137 sozialversicherungspflichtige Arbeitsplätze; von der Wohnbevölkerung standen 754 Personen in einer versicherungspflichtigen Beschäftigt, so dass die Zahl der Auspendler um 617 Personen überwog. Die 32 landwirtschaftlichen Betriebe bewirtschafteten 901 Hektar (Stand 2016).

### Bildung
Es gibt folgende Einrichtungen:
- Kindertagesstätte mit 65 Plätzen und 59 betreuten Kindern (Stand 1. März 2019),
- Grundschule Benningen-Lachen mit sieben Klassen und 106 Schülern (Schuljahr 2020/21).[8]

## Persönlichkeiten
- Georg Ludwig Stäbenhaber (1640–1708), geboren in Hetzlinshofen, Bauingenieur und Kartograf
- Johannes Zick (1702–1762), in Lachen geborener Freskenmaler
- Anna Maria Schwegelin (1729–1781), in Lachen geboren, 1775 als letzte „Hexe“ in Deutschland zum Tode verurteilt, im Gefängnis gestorben
- Johann Michael Diepolder (1820–1903), Mitglied der Bayerischen Abgeordnetenkammer, in Lachen geboren
- Stefan Kirmaier (1889–1916), Kampfflieger im Ersten Weltkrieg